# Hérouville-en-Vexin
Hérouville-en-Vexin, anteriormente denominado Hérouville, es una comuna francesa situada en el departamento de Valle del Oise, de la región de Isla de Francia.

## Demografía
| Gráfica de evolución demográfica de Hérouville-en-Vexin entre 1800 y 2014 |
|                                                                           |

Los datos demográficos contemplados en este gráfico de la comuna de Hérouville-en-Vexin se han cogido de 1800 a 1999 de la página francesa EHESS/Cassini, y los demás datos de la página del INSEE.